# Memento (patró de disseny)
El Memento o patró de record és un patró de disseny de programari que ofereix la possibilitat de restaurar un objecte al seu estat anterior (desfer a través d'un rollback).
El patró Memento es compon de dos objectes: l'iniciador i un cuidador. L'iniciador és un objecte que té un estat intern. El cuidador li vol fer una cosa a l'iniciador, però vol ser capaç de desfer el canvi. El cuidador primer li demana a l'iniciador un objecte de record (memento). A continuació, es fa l'operació (o la seqüència d'operacions), que es volien fer. Per desfer aquestes operacions, ens retorna l'objecte de memento. El memento en si és un objecte opac (un que el cuidador no pot o no hauria de canviar). A l'usar aquest patró, s'ha de tenir cura si l'iniciador pot canviar altres objectes o recursos - el patró memento opera només amb un objecte.

## Codis d'exemple

### Actionscript 3
El següent programa en Actionscript 3 implementa el patró Memento.
```
package
 

{

	
import
 
flash
.
display
.
Sprite
;

	

	
/**

	* Memento

	*/

	
public
 
class
 
As3Memento
 
extends
 
Sprite

	
{

		
function
 
As3Memento
()

		
{

			
var
 
ct
:
CareTaker
 
=
 
new
 
CareTaker
();

			
var
 
originator
:
Originator
 
=
 
new
 
Originator
();

			

				
originator
.
A
 
=
 
'letter A'
;

				
originator
.
B
 
=
 
'letter B'
;

				
originator
.
C
 
=
 
'letter C'
;

				

				
ct
.
addMementoFrom
(
originator
);

				

				
originator
.
A
 
=
 
'anything...'
;

				
originator
.
B
 
=
 
'blah blah...'
;

				
originator
.
C
 
=
 
'etc.'
;

				
ct
.
addMementoFrom
(
originator
);

				

				
originator
.
restoreFromMemento
(
ct
.
getMemento
(
0
));

				

				
trace
(
originator
.
A
,
 
originator
.
B
,
 
originator
.
C
);

				

				
originator
.
restoreFromMemento
(
ct
.
getMemento
(
1
));

				

				
trace
(
originator
.
A
,
 
originator
.
B
,
 
originator
.
C
);

				

		
}

	
}

	

}

interface
 
IMemento

{

	
function
 
getMemento
()
:
Object
;

	
function
 
restoreFromMemento
(
obj
:
Object
)
:
void
;

}

class
 
Originator
 
implements
 
IMemento

{

	
public
 
var
 
A
:
String
;

	
public
 
var
 
B
:
String
;

	
public
 
var
 
C
:
String
;

	

	
function
 
Originator
()

	
{
 
}

	

	
/* INTERFACE IMemento */

	

	
public
 
function
 
getMemento
()
:
Object

	
{

		
return
 
{
 
_A
:
A
,
 
_B
:
B
,
 
_C
:
C
 
};

	
}

	

	
public
 
function
 
restoreFromMemento
(
obj
:
Object
)
:
void

	
{

		
A
 
=
 
obj
.
_A
;

		
B
 
=
 
obj
.
_B
;

		
C
 
=
 
obj
.
_C
;

	
}

	

}

class
 
CareTaker
 

{

	
private
 
var
 
mementos
:
Array
;

	
function
 
CareTaker
()

	
{

		
mementos
 
=
 
new
 
Array
();

	
}

	

	
public
 
function
 
addMementoFrom
(
object
:
IMemento
)
:
void

	
{

		
mementos
.
push
(
object
.
getMemento
());

	
}

	

	
public
 
function
 
getMemento
(
index
:
uint
)
:
Object

	
{

		
return
 
mementos
[
index
];

	
}

}

```

### Java
El següent programa de Java ensenya com fa el "desfés" usant el patró "Memento".
```
class
 
Originator
 
{

 
private
 
String
 
state
;

 
/* lots of memory consumptive private data that is not necessary to define the

 * state and should thus not be saved. Hence the small memento object. */

 
public
 
void
 
set
(
String
 
state
)
 
{

 
System
.
out
.
println
(
"Originator: Setting state to "
 
+
 
state
);

 
this
.
state
 
=
 
state
;

 
}

 
public
 
Object
 
saveToMemento
()
 
{

 
System
.
out
.
println
(
"Originator: Saving to Memento."
);

 
return
 
new
 
Memento
(
state
);

 
}

 
public
 
void
 
restoreFromMemento
(
Object
 
m
)
 
{

 
if
 
(
m
 
instanceof
 
Memento
)
 
{

 
Memento
 
memento
 
=
 
(
Memento
)
 
m
;

 
state
 
=
 
memento
.
getSavedState
();

 
System
.
out
.
println
(
"Originator: State after restoring from Memento: "
 
+
 
state
);

 
}

 
}

 
private
 
static
 
class
 
Memento
 
{

 
private
 
String
 
state
;

 
public
 
Memento
(
String
 
stateToSave
)
 
{

 
state
 
=
 
stateToSave
;

 
}

 
public
 
String
 
getSavedState
()
 
{

 
return
 
state
;

 
}

 
}

}

class
 
Caretaker
 
{

 
private
 
List
<
Object
>
 
savedStates
 
=
 
new
 
ArrayList
<
Object
>
();

 
public
 
void
 
addMemento
(
Object
 
m
)
 
{

 
savedStates
.
add
(
m
);

 
}

 
public
 
Object
 
getMemento
(
int
 
index
)
 
{

 
return
 
savedStates
.
get
(
index
);

 
}

}

class
 
MementoExample
 
{

 
public
 
static
 
void
 
main
(
String
[]
 
args
)
 
{

 
Caretaker
 
caretaker
 
=
 
new
 
Caretaker
();

 
Originator
 
originator
 
=
 
new
 
Originator
();

 
originator
.
set
(
"State1"
);

 
originator
.
set
(
"State2"
);

 
caretaker
.
addMemento
(
originator
.
saveToMemento
());

 
originator
.
set
(
"State3"
);

 
caretaker
.
addMemento
(
originator
.
saveToMemento
());

 
originator
.
set
(
"State4"
);

 
originator
.
restoreFromMemento
(
caretaker
.
getMemento
(
1
));

 
}

}

```

La sortida és:
```
Originator: Setting state to State1
Originator: Setting state to State2
Originator: Saving to Memento.
Originator: Setting state to State3
Originator: Saving to Memento.
Originator: Setting state to State4
Originator: State after restoring from Memento: State3
```

### Ruby
El següent codi en Ruby implementa el mateix patró.
```
#!/usr/bin/env ruby -KU

require
 
'rubygems'

require
 
'spec'

class
 
Originator

 
class
 
Memento

 
def
 
initialize
(
state
)

 
# dup required so that munging of the Originator's original state doesn't mess up

 
# this Memento for first or subsequent restore

 
@state
 
=
 
state
.
dup

 
end

 
def
 
state

 
# dup required so that munging of the Originator's restored state doesn't mess up

 
# this Memento for a second restore

 
@state
.
dup

 
end

 
end

 
attr_accessor
 
:state

 
# pretend there's lots of additional memory-heavy data, which can be reconstructed

 
# from state

 
def
 
save_to_memento

 
Memento
.
new
(
@state
)

 
end

 
def
 
restore_from_memento
(
m
)

 
@state
 
=
 
m
.
state

 
end

end

class
 
Caretaker
 
<
 
Array
;
 
end

describe
 
Originator
 
do

 
before
(
:all
)
 
do

 
@caretaker
 
=
 
Caretaker
.
new

 
@originator
 
=
 
Originator
.
new

 
@originator
.
state
 
=
 
"State1"

 
end

 
it
 
"should have original state"
 
do
 

 
@originator
.
state
.
should
 
==
 
'State1'

 
end

 
it
 
"should update state"
 
do

 
@originator
.
state
 
=
 
"State2"

 
@originator
.
state
.
should
 
==
 
'State2'

 
end

 
it
 
"should save memento"
 
do

 
@caretaker
 
<<
 
@originator
.
save_to_memento

 
@caretaker
.
size
.
should
 
==
 
1

 
end

 
it
 
"should update state after save to memento"
 
do

 
@originator
.
state
 
=
 
"State3"

 
@originator
.
state
.
should
 
==
 
'State3'

 
end

 
it
 
"should save to memento again"
 
do

 
@caretaker
 
<<
 
@originator
.
save_to_memento

 
@caretaker
.
size
.
should
 
==
 
2

 
end

 
it
 
"should update state after save to memento again"
 
do

 
@originator
.
state
 
=
 
"State4"
;

 
@originator
.
state
.
should
 
==
 
'State4'

 
end

 
it
 
"should restore to original save point"
 
do

 
@originator
.
restore_from_memento
 
@caretaker
[
0
]

 
@originator
.
state
.
should
 
==
 
'State2'

 
end

 
it
 
"should restore to second save point"
 
do

 
@originator
.
restore_from_memento
 
@caretaker
[
1
]

 
@originator
.
state
.
should
 
==
 
'State3'

 
end

 
it
 
"should restore after pathological munging of restored state"
 
do

 
@originator
.
state
[-
1
]
 
=
 
'5'

 
@originator
.
state
.
should
 
==
 
'State5'

 
@originator
.
restore_from_memento
 
@caretaker
[
1
]

 
@originator
.
state
.
should
 
==
 
'State3'

 
end

 
it
 
"should restore after pathological munging of original state"
 
do

 
@originator
.
state
 
=
 
"State6"

 
@originator
.
state
.
should
 
==
 
'State6'

 
@caretaker
 
<<
 
@originator
.
save_to_memento

 
@originator
.
state
[-
1
]
 
=
 
'7'

 
@originator
.
state
.
should
 
==
 
'State7'

 
@originator
.
restore_from_memento
 
@caretaker
[
2
]

 
@originator
.
state
.
should
 
==
 
'State6'

 
end

end

```